# La Roche Longue (Saint-Julien)

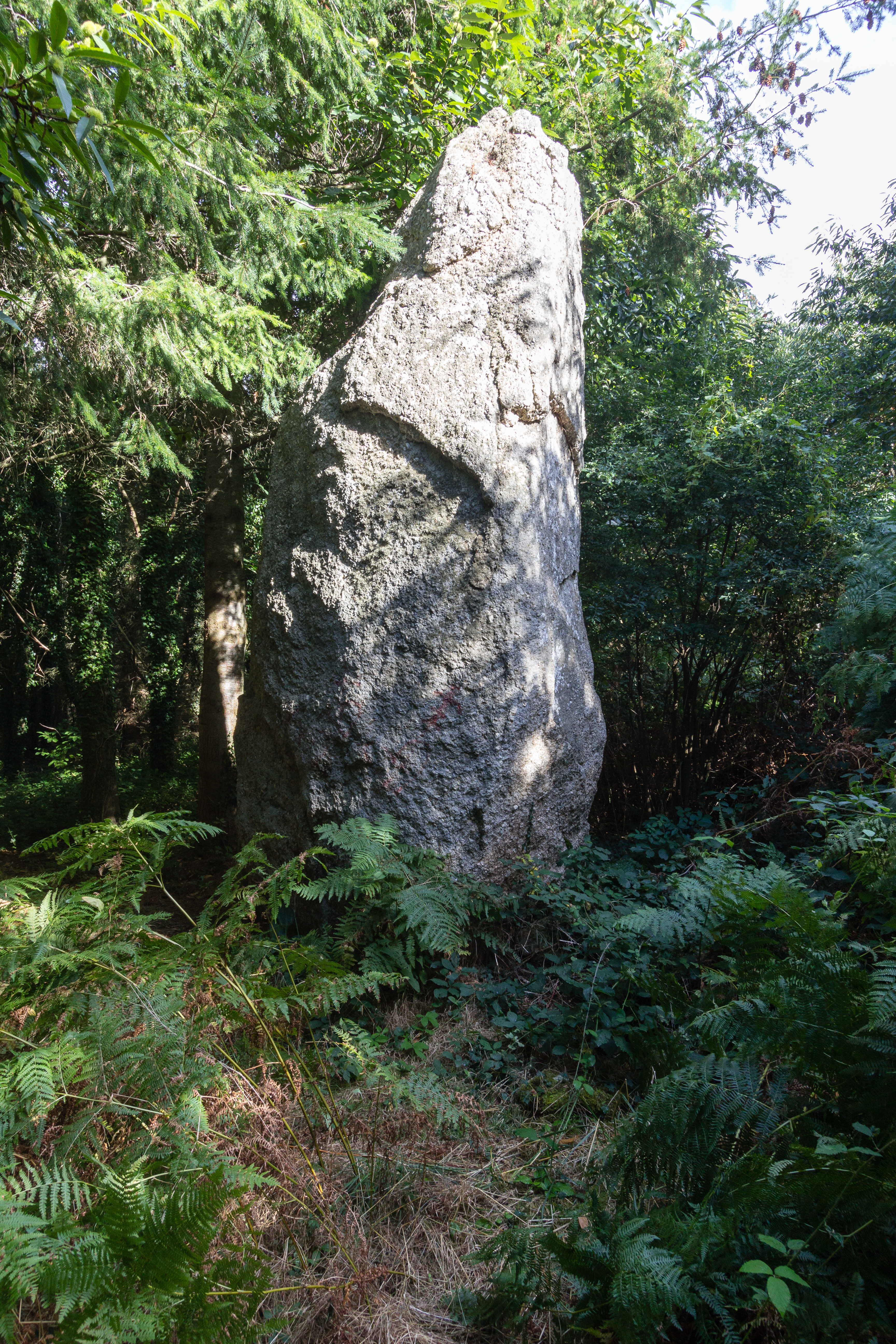
La Roche Longue von Saint-Julien

Der Menhir La Roche Longue (auch Menhir von Tiennot genannt) steht nahe der Straße „Route de la Vallée“, südwestlich von Saint-Julien bei Saint-Brieuc im Département Côtes-d’Armor in der Bretagne in Frankreich.
Der Menhir aus porphyrischem Granit mit großen Feldspatkristallen ist 5,9 m hoch, 2,95 m breit und 1,5 m dick.
Der Menhir wurde 1966 als Monument historique klassifiziert.